# 佐々木知子
佐々木 知子（ささき ともこ、1955年〈昭和30年〉3月2日-）は、日本の政治家、元検事、弁護士、作家、大学教授。勲等は旭日中綬章。
参議院議員（1期）を歴任。

## 学歴
神戸大学附属明石中学校、兵庫県立明石高等学校をへて神戸大学法学部卒業。

## 経歴
- 1955年（昭和30年）-出生
- 1978年（昭和53年）- 神戸大学法学部卒業
- 1979年（昭和54年）-明石市役所勤務
- 1980年（昭和55年）-司法試験合格
- 1981年（昭和56年）-最高裁判所司法研修所司法修習生
- 1983年（昭和58年）-検事任官
- 1998年（平成10年）5月-東京地検室長検事を最後に退官 
  - 6月-弁護士登録
  - 7月-第18回参議院議員通常選挙比例代表に自由民主党公認で立候補し初当選
  - 8月-参議院外交防衛委員会
- 1999年（平成11年）-参議院予算委員会
- 2000年（平成12年）-参議院法務委員会
- 2001年（平成13年）5月-自由民主党女性局長 
  - 9月-参議院金融問題及び経済活性化に関する特別委員会理事
  - 10月-参議院決算委員会理事・自由民主党法務部会副部会長
- 2002年（平成14年）7月-例外的に夫婦の別姓を実現させる会
- 2003年（平成15年）9月-第2次小泉純一郎内閣厚生労働大臣政務官
- 2004年（平成16年）7月-弁護士業開始のため厚生労働政務官を辞任。同月の第20回参議院議員通常選挙にも立候補しなかった。議員引退後、自由民主党党紀委員会委員に就任した。
- 2005年（平成17年）4月-帝京大学法学部教授に就任。
- 2008年（平成20年）4月-東京家庭裁判所家事調停委員に就任[1]。
- 2015年（平成27年）8月-ロッテホールディングス取締役に就任[2]。
- 2019年（令和元年）6月-ロッテ取締役に就任[3]。
- 2025年（令和7年）4月-春の叙勲で旭日中綬章を受章[4]。

## 現在
- 弁護士
- 帝京大学法学部教授
- 自由民主党党紀委員会委員
- 家庭裁判所調停委員

## 佐々木知子名義の作家活動
教科書
- 誰にでも分かる刑法総論 （2011年4月 立花書房）
- 誰にでも分かる刑法各論 （2012年2月 立花書房）

法律
- 日本の司法文化 （2000年2月 文芸春秋（文春新書））
- 少年法は誰の味方か （2000年12月 角川書店（新書））

## 松木麗名義の作家活動
1992年、長編推理小説『恋文』で第12回横溝正史賞を受賞してデビューした。松木麗（まつき れい）名義。『恋文』は、1992年12月7日、TBSで池上季実子主演でテレビドラマ化された。
小説
- 恋文 （1992年5月 角川書店／1998年4月 角川文庫）
- 紫陽花の花のごとくに （1997年3月 読売新聞社）
- 少年被疑者 （1997年8月 学陽書房／2000年9月 角川文庫）
- 告発捜査 （1999年11月 角川書店）

ノンフィクション
- 事件が語る「生と死」 司法解剖と精神鑑定の現場から （1997年3月 講談社）
- 「女と男」の検事調書 （1997年9月 講談社）

## 政治家としての政策・発言
- 選択的夫婦別姓制度導入に賛同する。2002年には例外的に夫婦の別姓を実現させる会にも賛同。「反対派は基本的に、別姓を求める人たちはわがままだと思っているが、実際にはわがままなのは反対派」「法案が通らない理由のひとつが強硬に反対する自民党の支持団体の存在で、一番大きいのは宗教政治団体の神道政治連盟」と述べている[5]。